# Georgette Leblanc

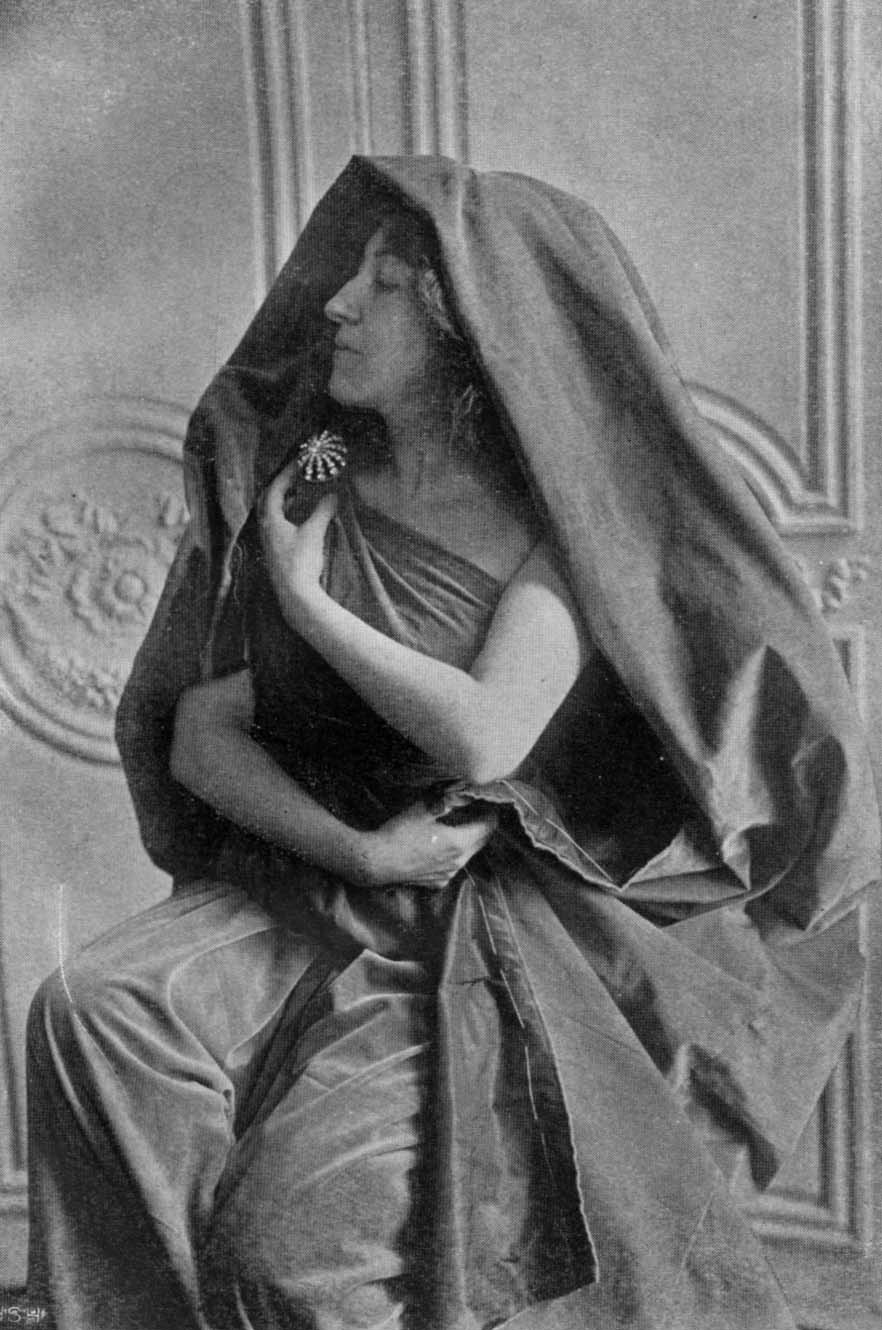
Georgette Leblanc en Monna Vanna de Maurice Maeterlinck.

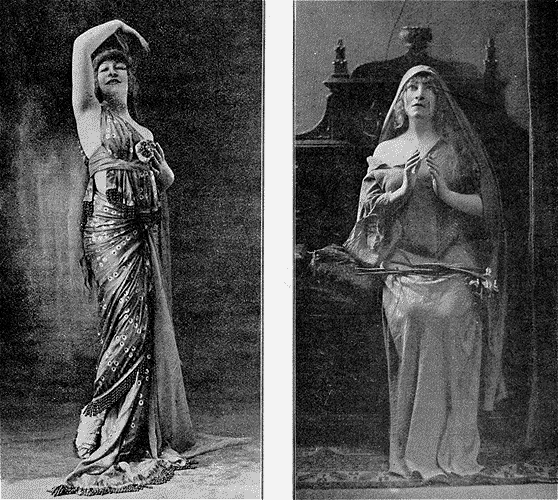
Georgette Leblanc en Marie Magdeleine de Maurice Maeterlinck (1913).

Marie Blanche Georgette Leblanc (Ruan, 8 de febrero de 1869-Le Cannet, 26 de octubre de 1941), fue una actriz de teatro y cine, cantante de ópera y escritora francesa.
Georgette siempre quiso ser una mujer de letras pero, contemporánea de Colette, con quien entabló amistad, solo se dedicará a la escritura en sus últimas décadas de vida, publicando dos autobiografías de gran éxito comercial, varios libros infantiles y diarios de viaje. Georgette Leblanc fue compañera sentimental de Maurice Maeterlinck durante casi veintitrés años. A veces se la confundía con la más joven cantante homónima Georgette Leblanc, esposa del pintor Alfred Bastien, que debutó en el Teatro Real de la Moneda donde actuó por primera vez en 1894 y triunfó como Monna Vanna.

## Biografía
Georgette Leblanc nació en Normandía en una familia burguesa, en la que admiraban a Gustave Flaubert. Georgette Leblanc debutó, el 23 de noviembre de 1893, como cantante de ópera en la Ópera-comique, en el L'Attaque du moulin de Louis Gallet, según Émile Zola, con música de Alfred Bruneau.
Después, Georgette Leblanc se fue a vivir con el dramaturgo Maurice Maeterlinck, de quien interpretó las obras y a quien inspiró en ocasiones. El verano lo pasaban en su villa en Niza, «Les Abeilles», y el resto del año en la abadía de Saint-Wandrille de Fontenelle, que la pareja había restaurado. Georgette fue la razón de la pelea de Maeterlinck con Debussy, ya que este último prefirió a Mary Garden para que interpretara el papel de Mélisande durante la creación de la ópera extraída de la obra de Maeterlinck Pelléas et Mélisande (1902). Ella habló en detalle de su vida junto a Maeterlinck, en su obra Souvenirs, publicada en 1931. Después de su ruptura con el escritor en 1918, en la década de 1920 continuó con su carrera de actriz teatral pero la de cantante la abandonó. Tuvo varios romances con figuras destacadas y frecuentó los círculos artísticos de París, donde se hizo amiga de Jean Cocteau y Marcel L'Herbier. Georgette Leblanc compró más tarde el faro de Tancarville, donde pasaba los veranos con su nueva pareja, la autora y editora Margaret Anderson (1886-1973), estadounidense de Indianápolis. Ambas formaban parte de "La Cordée" (La Cuerda), un grupo sáfico formado y dirigido por el gurú George Gurdjieff en 1935.
Durante un viaje a Estados Unidos, conoció a Helen Keller, cuya extraordinaria historia compartió en Europa al publicar sus dos obras en inglés entre 1912 y 1914: The Girl Who Found the Blue Bird: A Visit to Helen Keller et Man's Miracle, the Story of Helen Keller and her European Sisters.
En el cine, Georgette Leblanc encarnó a la heroína de l'Inhumaine de Marcel L'Herbier. Su ensayo Ses Propos sobre el cine (1919) figura entre los mejores escritos de la época.
En 1931, Georgette Leblanc publicó Souvenirs (1895-1918), relatando su vida con Maeterlinck. También escribió su autobiografía, varios libros infantiles y diarios de viaje.
Víctima de un cáncer en 1941, fue enterrada en el cementerio de Notre-Dame-des-Anges junto a Margaret Anderson.
Era la hermana menor del escritor Maurice Leblanc, el creador de Arsène Lupin y la tía materna de Marcelle Prat.  

## Obras
- Un pèlerinage au pays de Madame Bovary , París : E. Sansot, 1913;[4]
- Nos chiens : Louis (le débonnaire), Adhémar (l’incompris), Jules (l’écornifleur), Golaud (le sur-chien),  París : E. Fasquelle, 1919 ;
- Étude sur le Cinéma, [S. l.], 1919 ;
- Mes Conversations avec Eleonora Duse. Choses vues, [S. l.], 1926 ;
- Souvenirs : 1895-1918, précédés d’une introduction parr Bernard Grasset, París : B. Grasset, 1931.
- La Machine à courage, souvenirs, préface de Jean Cocteau, París : Janin, 1947.